# Hindborg Herred

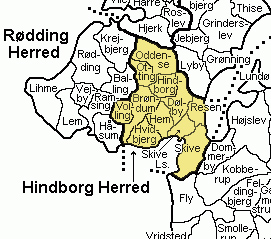
Hindborg Herred

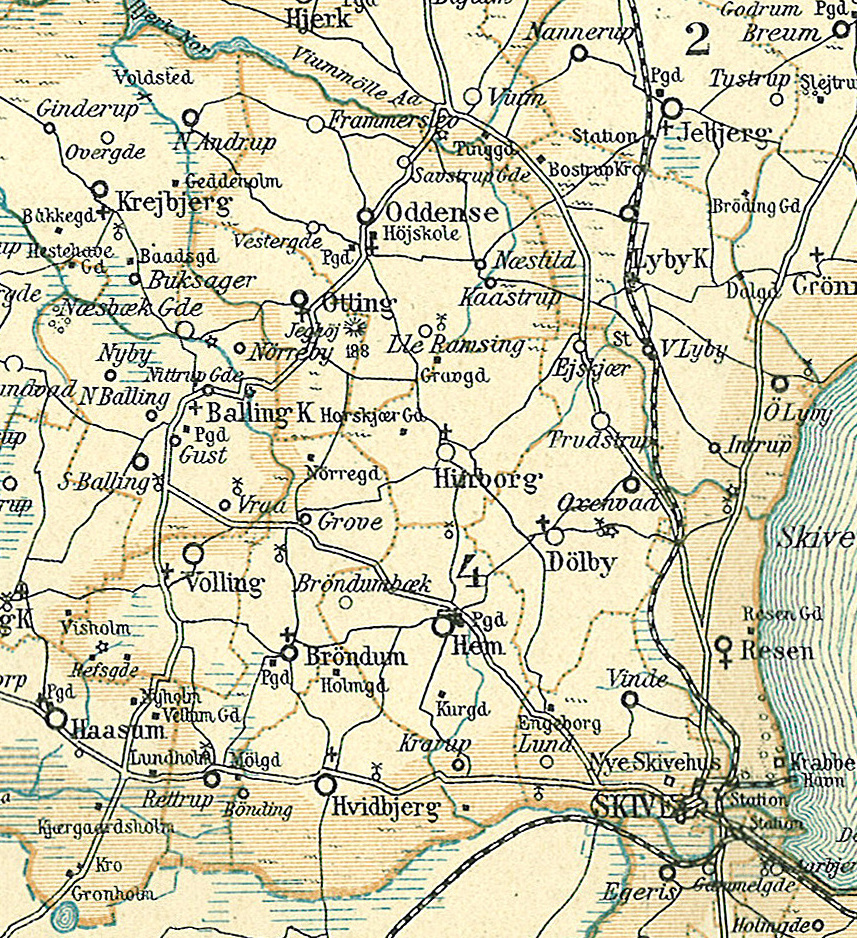
Hindborg Herred rond 1900

Hindborg Herred was een herred in het voormalige Viborg Amt in Denemarken. In Kong Valdemars Jordebog wordt de herred vermeld als Hærnburghæreth.
Naast de stad Skive bestond Hindborg uit 10 parochies.
- Brøndum
- Dølby
- Egeris
- Hem
- Hindborg
- Hvidbjerg
- Oddense
- Otting
- Resen
- Skive
- Skive Landsogn
- Volling